# ヘンリー・パーシー (第11代ノーサンバーランド公爵)

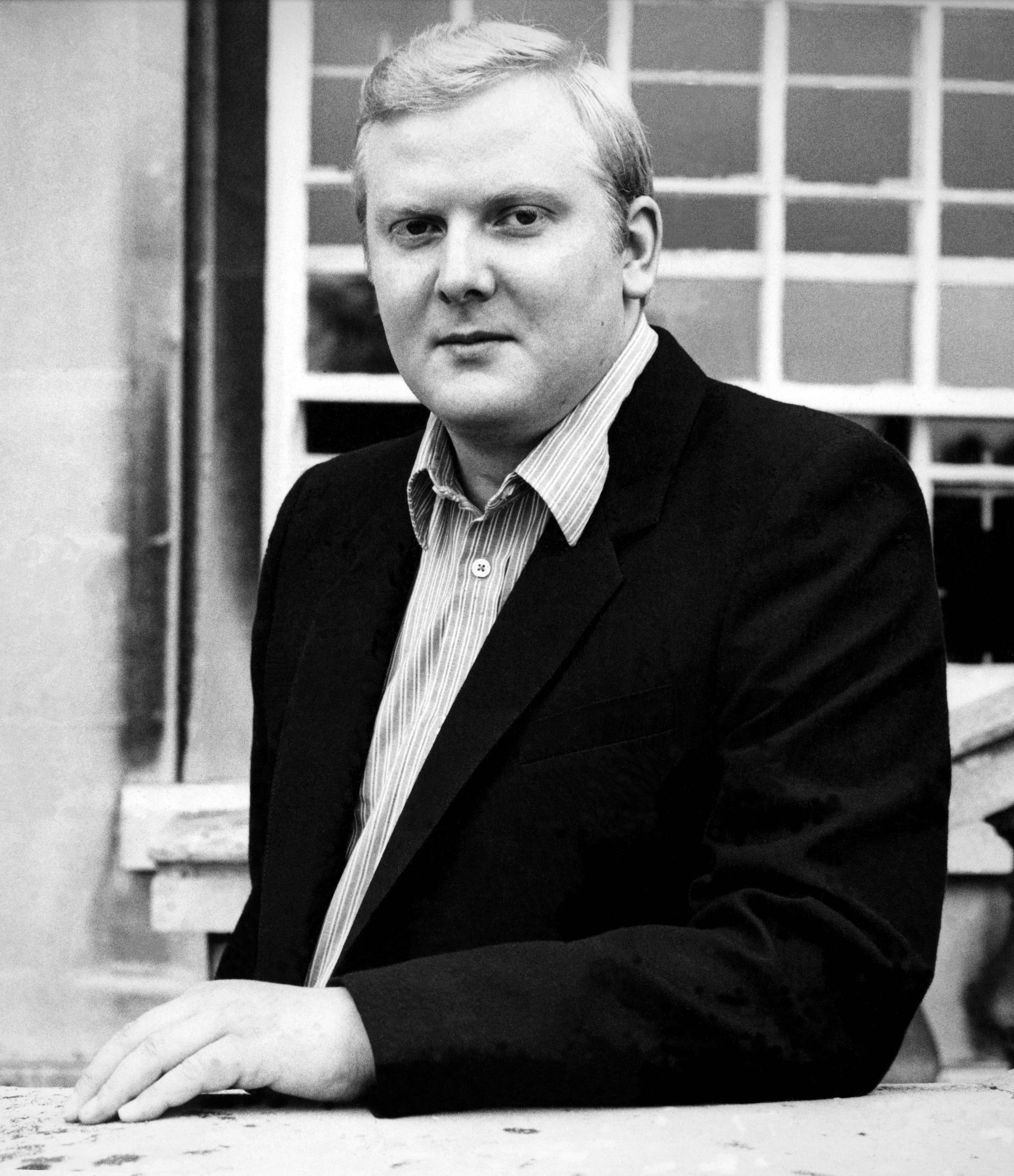
アラン・ウォレンによる肖像写真、1981年撮影。

第11代ノーサンバーランド公爵ヘンリー・アラン・ウォルター・リチャード・パーシー（Henry Alan Walter Richard Percy, 11th Duke of Northumberland、1953年7月1日 – 1995年10月31日）は、イギリスの貴族。パーティーでたばこを立て続けに吸ったり、アルコールを大量に摂取することで知られ、ナオミ・キャンベルの母やページ・スリー・ガールなど公爵夫人に相応しくないと評される人物と交際した。1995年にアンフェタミンの過剰摂取による心不全で死亡した。

## 生涯
第10代ノーサンバーランド公爵ヒュー・アルジャーノン・パーシーと妻エリザベス・ダイアナ（第8代バクルー公爵ウォルター・モンタギュー・ダグラス・スコットの娘）の長男として、1953年7月1日にロンドンのサイオン・ハウスで生まれた。洗礼式での名親はエリザベス2世女王、父方の叔父にあたるリチャード・パーシー卿、母方の親族にあたるバクルー公爵夫人ジェーン・スコット、クローマー伯爵夫人エズメ・ベアリングが務めた。イートン・カレッジ、オックスフォード大学クライスト・チャーチで教育を受けた。1988年10月11日に父が死去すると、ノーサンバーランド公爵位を継承した。
青年期より『デイリー・エクスプレス』紙の記者ロス・ベンソンにパーティーで目撃され、ベンソンはヘンリーが「不条理なほどにたばこを立て続けに吸い、手に持っているグラスは注がれると即座に飲み干され、顔は汗の小川が流れる」と回想した。パーシーは医者の診断を受けたが、慢性疲労症候群、睡眠障害など診断の結果が様々だった。弟ラルフ（のち12代公爵）の妻ジェーンはヘンリーとの関係が悪かったが、ヘンリーは身体的には健康であるとし、「病状を改善するために新しい薬を試すことを繰り返した結果肥満体になった」と評し、ヘンリーの病気を「薬物乱用により悪化したうつ病」とした。
女遊びもしており、ナオミ・キャンベルの母、ニカラグア出身のバーバラ・カレラ、ページ・スリー・ガールのジャッキー・セント・クレア（Jackie St Clair）とデートしたことがあったが、『ガーディアン』紙は「いずれも将来の公爵夫人になれる素質がなかった」と評した。この状況に対し、父の10代公爵は自身の死後、ヘンリーの弟ラルフが邸宅アニック・カースルを管理するよう手を打ったが、お金を使おうとするたびにヘンリーがラルフに聞きに行く状況を作り出し、2人の関係を微妙にするだけに終わった。
1995年10月31日、サイオン・ハウスの寝室、召使の隣でベッドから落ちている状態で死体として見つかった。検死の結果、アンフェタミンの過剰摂取による心不全で死亡したと判明したが、公爵の主治医が死因審問で公爵が昼間起きられるようアンフェタミン20錠、夜寝られるよう睡眠薬20錠を毎日服用していたと証言したことで、検死官が公爵を事故死と判定した。生涯未婚であり、爵位や12万エーカーの土地などの遺産は弟ラルフが継承した。